# Victor Babeș
Victor Babeș (Viena, 4 de julio de 1854 - Bucarest, 19 de octubre de 1926) fue un médico, biólogo rumano y uno de los primeros bacteriólogos.

Nacido en Viena, en el seno de una familia procedente de Banato, estudió en Budapest y Viena.

Trabajó intensamente en rabia, lepra, difteria, tuberculosis.
En 1885 aisló al protozoario Babesia, parásito de la Ixodes scapularis, que causa la rara y severa infección "babesiosis", llamada así en su honor.

## Epónimos
- Cuerpos de Babeș-Ernst: inclusiones metacromáticas en el citoplasma de las bacterias gram-positivas, tales como difteria
- Cuerpos de Babeș-Negri: inclusiones en las células nerviosas de infectados de rabia
- Babesia: parásitos del género Hemosporidiae

## Selección de sus obras
- Über Poliomyelitis anterior, 1877
- Ueber die selbständige combinirte Seiten- und Hinterstrangsclerose des Rückenmarks, [Virchows] Archiv für pathologische Anatomie und Physiologie und für klinische Medicin, Berlín, 1876
- Ueber einen im menschlichen Peritoneum gefundenen Nematoden, [Virchows] Archiv für pathologische Anatomie und Physiologie und für klinische Medicin, Berlin, volume LXXXI
- Studien über Safraninfärbung, 1881
- Bakterien des rothen Schweisses, 1881
- Eine experimentelle Studie über den Einfluss des Nervensystems auf die pathologischen Veränderungen der Haut, con Arthur von Irsay, Vierteljahresschrift für Dermatologie
- Les bactéries et leur rôle dans l’anatomie et l’histologie pathologiques des maladies infectieuses, coescrito con Victor André Cornil, 1 v. y Atlas, París, F. Alcan, 1885
- Über isoliert färbbare Antheile von Bakterien, Zeitschrift für Hygiene, Leipzig, 1889, 5: 173-190
- Observations sur la morve, Archives de médecine experimentale et d’anatomie pathologique, 1891, 3:619-645
- Atlas der pathologischen Histologie des Nervensystems, con Georges Marinesco y Paul Oscar Blocq, Berlín, Hirschwald, 1892
- Untersuchungen über Koch's Kommabacillus, [Virchows] Archiv für pathologische Anatomie und Physiologie und für klinische Medicin, Berlín
- Untersuchungen über den Leprabazillus und über die Histologie der Lepra, Berlín, 1898
- Beobachtungen über Riesenzellen, Stuttgart, 1905
- Über die Notwendigkeit der AbVerfahrens der Wutbehandlungänderung des Pasteur'schen, Zeitschrift für Hygiene und Infektionskrankheiten, Leipzig, 1908, 58:401-412.